# Zeleni anarhizam
Zeleni anarhizam je ideologija koja nastoji spojiti anarhizam s ekološkim sadržajima, odnosno stavlja naglasak na zaštitu okoline pomoću ukidanja države i njihovom zamjenom anarhističkim zajednicama koje bi bile bliže prirodi. Među zelenim anarhistima postoji i struja tzv. anarhoprimitivista koji smatraju kako je tehnologija preduvjet postojanja države i zagađenja okoline, te se tehnologija mora odbaciti. Od njih se razlikuje struja tzv. tehnološki pozitivnih zelenih anarhista koji smatraju da će upravo tehnologija omogućiti stvaranje anarhističkih zajednica u harmoniji s prirodom.

## Vanjske poveznice
- Green Anarchy  Arhivirana inačica izvorne stranice od 17. prosinca 2014. (Wayback Machine), pristupljeno 11. veljače 2014.
- Green Anarchist, pristupljeno 11. veljače 2014.
- REWILD.info  Arhivirana inačica izvorne stranice od 21. veljače 2009. (Wayback Machine), pristupljeno 11. veljače 2014.
- Primitivism  Arhivirana inačica izvorne stranice od 4. siječnja 2014. (Wayback Machine), pristupljeno 11. veljače 2014.
- Tiamat Publications  Arhivirana inačica izvorne stranice od 21. veljače 2014. (Wayback Machine), pristupljeno 11. veljače 2014.